# Campeonato Africano de Futebol Feminino de 2006
O Campeonato Africano de Futebol Feminino 2006 foi a sétima edição da prova organizada pela Confederação Africana de Futebol. Foi originalmente programado para ser realizado no Gabão, mas devido a "razões de organização" Gabão retirou-se de anfitrião da competição. A Nigéria assumiu então a organização, recebendo a fase final do torneio, entre 28 de Outubro e 11 de Novembro, e venceu o torneio após derrotar o Gana por 1-0 na final.
Ambas as selecções finalistas garantiram o apuramento para a fase final da Copa do Mundo de Futebol Feminino de 2007.

## Qualificação
Um total de 20 equipas nacionais participaram nas fases de qualificação. A qualificação foi em duas fases, com cada jogo a ser disputado a duas mãos.

### Ronda perliminar
| Equipe 1            | Total | Equipe 2          | 1.º jogo | 2.º jogo |
| ------------------- | ----- | ----------------- | -------- | -------- |
| Benim               | 1–0   | Malawi            | 1–0      | 0–0      |
| Senegal             | 4–0   | R.Centro-Africana | 4–0      | n/a1     |
| Moçambique          | 9–0   | Namíbia           | 9–0      | n/a2     |
| São Tomé e Príncipe | 0–9   | Togo              | 0–3      | 0–6      |
| Lesoto              | n/a   | Djibuti           | n/p      | n/p      |
| Botswana            | n/a   | Zâmbia            | n/p      | n/p      |
| Essuatíni           | n/a   | Líbia             | n/p      | n/p      |

- 1  R.Centro-Africana foi desqualificada
- 2  Namíbia desistiu.
- n/p: jogos não foram realzados, por faltas de comparência

### Primeira fase
Os jogos realizaram-se entre 11 e 26 de Março de 2006.
| Equipe 1      | Total         | Equipe 2         | 1.º jogo | 2.º jogo |
| ------------- | ------------- | ---------------- | -------- | -------- |
| Marrocos      | 1–6           | Mali             | 0–2      | 1–4      |
| Benim         | 2–2 (4-3 pen) | Costa do Marfim  | 1–1      | 1–1      |
| Angola        | 4–5           | Guiné Equatorial | 3–2      | 1–3      |
| África do Sul | 12–3          | Moçambique       | 6–2      | 6–1      |
| Quênia        | 8–0           | Djibuti          | 8–0      | n/a3     |
| Congo         | 12–1          | Togo             | 9–0      | 3–1      |
| RD Congo      | 6–2           | Zâmbia           | 3–0      | 3–2      |
| Senegal       | 12–1          | Guiné            | 7–0      | 5–1      |
| Egito         | n/a           | Eritreia         | n/a      | n/a      |
| Argélia       | n/a           | Líbia            | n/a      | n/a      |
| Uganda        | n/a           | Tanzânia         | n/a      | n/a      |
| Etiópia       | n/a           | Zimbabwe         | n/a      | n/a      |

- 3  Djibuti desistiu.
- n/p: jogos não foram realzados, por faltas de comparência

### Segunda fase
| Equipe 1      | Total | Equipe 2         | 1.º jogo | 2.º jogo |
| ------------- | ----- | ---------------- | -------- | -------- |
| Argélia       | 4–0   | Egito            | 1–0      | 3–0      |
| Mali          | 4–1   | Benim            | 3–1      | 1–0      |
| Nigéria       | n/a   | Guiné Equatorial | n/a      | n/a      |
| África do Sul | 7–0   | Tanzânia         | 3–0      | 4–0      |
| Camarões      | 9–0   | Quênia           | 4–0      | 5–0      |
| Gana          | n/a   | Congo            | n/a      | n/a      |
| RD Congo      | 3–2   | Senegal          | 3–0      | 0–2      |

Como novos hospedeiros para a fase final, à Nigéria foi dada uma vaga automática. Como a Guiné Equatorial tinha sido sorteada para enfrentar a Nigéria, teve uma vaga para o torneio final.

## Fases finais

### Grupo A
| Selecção         | Pts | J | V | E | D | GM | GS |
| ---------------- | --- | - | - | - | - | -- | -- |
| Nigéria          | 9   | 3 | 3 | 0 | 0 | 12 | 2  |
| África do Sul    | 6   | 3 | 2 | 0 | 1 | 6  | 2  |
| Guiné Equatorial | 1   | 3 | 0 | 1 | 2 | 5  | 9  |
| Argélia          | 1   | 3 | 0 | 1 | 2 | 3  | 13 |

| 28 de Outubro | África do Sul                                 | 4–0       | Argélia | Warri Township Stadium |
|               | Phewa 1', 35' · Nompumelolo 38' · Solomon 90' | Relatório |         |                        |

| 28 de Outubro | Nigéria                              | 4 – 2     | Guiné Equatorial                | Oleh |
|               | Uwak 4' 9' · Nkwocha 34' · Ajayi 89' | Relatório | Chinasa Okoro 16' · Essiane 22' |      |

| 31 de Outubro | Argélia | 0–6       | Nigéria                                                     | Warri, Warri Township Stadium |
|               |         | Relatório | Ajayi 8' · Nkwocha 20' 90' · Madu 35' · Ekpo 56' · Uwak 89' |                               |

| 31 de Outubro | Guiné Equatorial | 0 – 2     | África do Sul           | Oleh |
|               |                  | Relatório | Nkosi 63' · Solomon 75' |      |

| 3 de Novembro | Guiné Equatorial             | 3 – 3     | Argélia                       | Oghara Township Stadium |
|               | Anonman 2' · Essiane 72' 78' | Relatório | Boumrar 35' · Bouhani 56' 76' |                         |

| 3 de Novembro | Nigéria     | 2 – 0     | África do Sul | Oleh |
|               | Uwak 4' 43' | Relatório |               |      |

### Grupo B
| Selecção | Pts | J | V | E | D | GM | GS |
| -------- | --- | - | - | - | - | -- | -- |
| Gana     | 9   | 3 | 3 | 0 | 0 | 6  | 2  |
| Camarões | 4   | 3 | 1 | 1 | 1 | 4  | 3  |
| Mali     | 3   | 3 | 1 | 0 | 2 | 3  | 5  |
| RD Congo | 1   | 3 | 0 | 1 | 2 | 4  | 7  |

| 29 de Outubro | Mali | 0 – 1     | Gana         | Oghara |
|               |      | Relatório | Rumanatu 56' |        |

| 29 de Outubro | Camarões | 1 – 1     | RD Congo    | Ughelli |
|               | Ngono 1' | Relatório | Milandu 57' |         |

| 1 de Novembro | Gana        | 2 – 1     | Camarões      | Ughelli |
|               | Aminkwa 28' | Relatório | Francoise 53' |         |

| November 1 | Mali                          | 3 – 2     | RD Congo              | Oghara |
|            | Doumbia 36' · Diarra 69', 90' | Relatório | Zuma 28' · Mafuta 85' |        |

| 4 de Novembro | RD Congo    | 1 – 3     | Gana                        | Ughelli |
|               | Vumongo 51' | Relatório | Amankwa 22', 32' · Okoe 84' |         |

| 4 de Novembro | Camarões              | 2 – 0     | Mali | Warri Township Stadium |
|               | Bekombo 42' · Ngo 74' | Relatório |      |                        |

### Semi-finais
| 7 de Novembro | Nigéria                                      | 5 – 0  | Camarões | Warri Township Stadium |
|               | Uwak 33' · Nkwocha 45', 47'?, 54' · Ekpo 61' | Report |          |                        |

| 7 de Novembro | Gana            | 1 – 0     | África do Sul | Oghara |
|               | Okoe 88' (g.p.) | Relatório |               |        |

### Terceiro lugar
| 10 de Novembro | Camarões                    | 2 – 2 (4–5 g.p.) | África do Sul            | Oleh |
|                | Bella 48' (pen) · Ngono 81' | Relatório        | Modise 4' · Makhanya 61' |      |

### Final
| 11 de Novembro | Nigéria     | 1 – 0     | Gana | Warri, Warri Township Stadium |
|                | Nkwocha 13' | Relatório |      |                               |

## Premiação
| Campeonato Africano de Futebol Feminino de 2006 |
| ----------------------------------------------- |
| Nigéria Campeãs (sétimo título)                 |